# Reyner Banham
Peter Reyner Banham (2. března 1922 Norwich – 19. března 1988 Londýn) byl anglický architekt. Získal doktorát na Courtauld Institute of Art v Londýně, byl členem redakce britského magazínu Architectural Review. Vyučoval na University College v Londýně, než se rozhodl odstěhovat do Spojených států amerických, aby se stal předsedou oddělení studií designu na State University v Buffalu. Poté se stal profesorem historie umění na University of California v Santa Cruz.Z tohoto zaměstnání odešel do důchodu v 66 letech poté, co mu byla diagnostikována rakovina.
Banham publikoval stovky textů týkajících se primárně architektury a designu, mezi nejznámější z nich pak patří např. Los Angeles: The Architecture of Four Ecologies, nejvýrazněji pro-losangeleská publikace své doby, vydaná v roce 1971.
Banham zemřel na rakovinu v roce 1988 v Londýně. Zůstala po něm žena Mary, syn Ben a dcera Debby.

## Mládí
Narodil se 2. března 1922 v Norwichi Percy Banhamovi a Violet Frances Maud Reyner (Banhamové). Jeho otec byl instalatér, o matčině zaměstnání nejsou dostupné žádné informace. Jako dítě navštěvoval školu King Edward VI School v Norwichi ve Spojeném království. Vzhledem k tomu, že v době průběhu druhé světové války byl ještě příliš mladý, než aby se stal vojákem, začal pracovat v rámci učňovského stipendia jako motorový inženýr v Bristol Aeroplane Company. V okolí Norwiche také přednášel o umění a místní historii, psal recenze divadelních her a výstav do lokálních novin a po návratu z Bristolu se stal členem místního divadla Maddermarket Theatre, kde po určitou dobu pracoval jako asistent režiséra. V roce 1946 se oženil s Mary Mullettovou, se kterou se seznámil právě v Maddermarket Theatre. V roce 1949 Banham nastoupil na Courtauld Institute of Art na Londýnské univerzitě, aby studoval historii umění a architektury. Doktorát získal po dokončení svých studií vedených průkopníkem moderní historie architektury, Sirem Nikolausem Pevsnerem, v roce 1958 (jeho doktorská práce Theory and Design in the First Machine Age byla v roce 1960 vydána jako kniha). Na začátku své kariéry byl ve spojení s intelektuály, umělci a kritiky, kteří se seskupovali jako tzv. Independent Group. Jednalo se o skupinu lidí, poznamenaných druhou světovou válkou, která se potkala na Institute of Contemporary Arts v Londýně a která chtěla vnést diskuzi do převládajícího modernistického přístupu ke kultuře, za důležitý faktor v chápání modernismu považovali historii technologie a vědy a oslavovali zmatek lidské existence. Stál také u vzniku výstavy This Is Tomorrow v roce 1956, která bývá nazývána „zrozením Pop artu“. 

## Kariéra
V roce 1950 byl díky Siru Nikolausi Pevsnerovi přijat do redakce časopisu Architectural Review, kde pracoval na částečný úvazek jako literární editor. V roce 1952 byl povýšen na pozici asistenta senior editora (a to i díky své předchozí praxi v psaní recenzí jak pro lokální noviny, tak i pro např. ArtReview) V Architectural Review pak dále pracoval až do roku 1964. Mezi lety 1964–1966 se v rámci studijního pobytu Graham Foundation Scholarship podíval do USA, což v něm pravděpodobně podpořilo fascinaci americkou kulturou – vnímal USA jako zdroj budoucnosti, která slibovala jednoduše dosažitelné potěšení a naprostou volnost. Od roku 1964 zároveň vyučoval na Bartlett School of Architecture na Londýnské univerzitě, profesorem architektury se ale stal až v roce 1969. Ve stejném roce nalezl své životní poslání v obdivování a pochopení amerického Los Angeles. Banham hrál významnou roli v rozvoji studií historie a designu v Británii – prosazoval konání konferencí o historii designu např. na vysokých školách Newcastle Polytechnic v roce 1975, nebo na Middlesex Polytechnic v roce 1976. Po úspěších mnoha jeho publikací v USA dostává v roce 1976 nabídku, aby vyučoval na The State University of New York v Buffalu. Nabídku přijal a nastoupil na oddělení studií designu. V roce 1980 byl jmenován profesorem historie umění na University of California v Santa Cruz. V roce 1988 se stává profesorem (Sheldon H. Solow Professor) historie umění na fakultě v Institute of Fine Arts na newyorské univerzitě, zde již ale bohužel nikdy nevyučoval.

## Publikační činnost
Reyner Banham za svou 36 let dlouhou kariéru napsal okolo 750 článků, přesné číslo neznáme, ale je možné, že jich vzniklo i mnohem více. Mezi jeho nejznámější publikace se pak řadí např. The New Brutalism: Ethic or Aesthetic (1955, text o vzniku a významu brutalismu), jeho výše zmíněná doktorská práce Theory and Design in the First Machine Age (1960, o modernismu a funkcionalismu), The Architecture of the Well‐Tempered Environment (1969, předvídá druhou vlnu strojů a masového konzumu), Los Angeles: The Architecture of Four Ecologies (1971), Age of the Masters: A Personal View of Modern Architecture (1975, hodnocení dopadu modernistického hnutí v architektuře), Megastructure: Urban Futures of the Recent Past (1976, kniha o konceptu „megastruktur“, obrovských víceúčelových budov, obsahujících všechny funkce, které jsou vyhledávané ve městech – designový trend 50. a 60. let 20. století), Scenes in America Deserta (1982, publikace pojednávající o amerických pouštích, od jejich základní fyzické formy až k jejich konceptuálnímu pojetí jako lidstvem vytvořeného prostoru) anebo The Concrete Atlantis (1986, kniha porovnává americkou industriální architekturu s evropským modernismem).Jedno z jeho nejkontroverznějších děl je právě již zmíněná kniha Los Angeles: The Architecture of Four Ecologies, vydaná v roce 1971 – zde Banham mluví o tomto kalifornském městě s nesmírnou, na tehdejší poměry až přehnanou pozitivitou a rozděluje Los Angeles na 4 „ekosystémy“ – Surfurbia (pláže a plážová města), Foothills („podhůří“, propracovanější a dražší rezidence), Plains of Id („jediná část Los Angeles dost plochá a nudná, aby se dala porovnávat s městy na středozápadě“, obyčejné čtvrti střední třídy) a Autopia (systém dálnic). Text přesně reflektuje atmosféru a ducha města a vyzdvihuje jeho zvláštnosti, jako například fakt, že má Los Angeles více center než jen jedno, že se v rámci města dá snadno přesouvat a všechny jeho části jsou si rovné a srovnatelně dostupné, protože se město víceméně neustále společně vyvíjí a roste a že je navíc jako celek neformální, ne tolik seriózní. Na motivy tohoto textu byl pak v roce 1972 odvysílán v produkci BBC dokument Reyner Banham Loves Los Angeles, ve kterém Banham diváka provází městem a zároveň svou teorií o jeho dělení.

## Ocenění
Za svůj přínos ve vzdělávání v oblasti designu získal v roce 1988 ocenění Sir Misha Black Award.